# G:MT – Greenwich Mean Time
Pour plus de détails, voir Fiche technique et Distribution.
G:MT – Greenwich Mean Time est un film britannique réalisé par John Strickland, sorti en 1999.

## Synopsis
À la fin du XXe siècle, un groupe multiracial de jeunes gens du sud de Londres forment un groupe musical appelé Greenwich Mean Time. Quatre ans après l'obtention de leur diplôme d'études universitaires, leur vie prend un tour dramatique, avec des problèmes de couple, une aventure malheureuse dans le trafic de drogue et leur rencontre avec des producteurs de disques sordides.

## Fiche technique
- Réalisation : John Strickland
- Scénario : Simon Mirren
- Musique : Guy Sigsworth
- Photographie : Alan Almond
- Montage : Patrick Moore
- Sociétés de production : Anvil Films
- Pays d'origine :  Royaume-Uni
- Format : Couleurs - 1,85:1 - son Dolby - 35 mm
- Genre : drame
- Durée : 117 minutes
- Date de sortie :
  - Royaume-Uni : 1er octobre 1999

## Distribution
- Steve John Shepherd : Sam
- Ben Waters : Bean
- Alec Newman : Charlie
- Chiwetel Ejiofor : Rix
- Anjela Lauren Smith :	Sherry
- Melanie Gutteridge : Lucy
- Georgia Mackenzie : Rachel
- Alicya Eyo : Bobby
- Freddie Annobil-Dodoo : Elroy
- Alun Armstrong : l'oncle Henry
- Robbie Gee : Ricky
- Ray Stevenson : Mr Hardy

## Accueil
Le film n'a connu au cinéma qu'une sortie limitée au Royaume-Uni, en Espagne et en Italie et il est sorti directement en DVD dans les autres pays.
Time Out estime que le film n'est pas convaincant ni au niveau des personnages, ni dans son scénario.